# اللغة القوطية
اللغة القوطية هي لغة جرمانية منقرضة والتي كان يتحدث بها القوط. وهي لغة معروفة في المقام الأول بالإنجيل الفضي أو (Codex Argenteus) وهو نسخة مترجمة من الإنجيل أو الكتاب المقدس تعود إلى القرن الرابع الميلادي وتمت ترجمتها في القرن السادس الميلادي.
كلغة جرمانية القوطية هي جزء من أسرة اللغات الهندو أوروبية. أقدم وثائق في تاريخ القوطية يعود تاريخها إلى القرن الرابع الميلادي. وكانت اللغة تمر بمرحلة الانخفاض في التعامل بها بحلول منتصف القرن السادس الميلادي، ويرجع ذلك في جزء منه إلى الهزيمة العسكرية التي لحقت بالقوط على أيدي الفرنجة، والقضاء على القوط في إيطاليا بالإضافة إلى الوحدة والعزلة الجغرافية. ونجت اللغة في شبه الجزيرة الأيبيرية (إسبانيا البرتغال الحديثة) حتى وقت متأخر من القرن الثامن الميلادي.

## وصلات خارجية
- دروس في اللغة القوطية
- نصوص:
  - الإنجيل القوطي بأحرف لاتينية
  - مشروع ويلفيليا
  - Bagme Bloma، قصيدة باللغة القوطية